# Jezioro Raczyńskie
Jezioro Raczyńskie – jezioro w woj. wielkopolskim, w powiecie średzkim, w gminie Zaniemyśl, położone na południowy zachód od Zaniemyśla. Nad jeziorem leżą trzy miejscowości: Zaniemyśl, Zwola oraz Majdany. Na jeziorze znajduje się 3-hektarowa Wyspa Edwarda.
Wokół jeziora przebiega  Szlak turystyczny nr 3580 (Zaniemyśl-Majdany)